# قائمة اللاتينيين والهسبان الحاصلين على جائزة نوبل
جائزة نوبل هي جائزة سنوية دولية ولقد منحت لأول مرة في عام 1901 وتمنح في مجال الفيزياء، الكيمياء، علم وظائف الأعضاء أو الطب، الأدب، والسلام. منذ عام 1969 توجد الاقتصاد بجانب الجوائز السابقة. منحت جوائز نوبل لأكثر من 800 شخص.
حصد اللاتينيين والهسبان جوائزة عديدة في المجالات الستة لجائزة نوبل: الفيزياء، الكيمياء، علم وظائف الأعضاء أو الطب، الأدب، والسلام. أول فائز هسباني كان خوسيه إتشيغاراي، ولقد حصل على جائزة نوبل للسلام في عام 1905 وأول اللاتينيين فاز بجائزة نوبل كان كارلوس سافيدرا لاماس في عام 1936. كان آخر فائز من اللاتينيين والهسبان هو خوان مانويل سانتوس ولقد فاز بالجائزة في مجال السلام عام 2016.
فاز شخصين لاتينيين بجائزة نوبل هما أوسكار آرياس سانشيز وخوان مانويل سانتوسحيث منحهم رئيس بلادهم الجائزة بنفسه. اعتبارا من عام 2015، كان هناك 25 شخص من اللاتينيون والهسبان فازوا بجائزة نوبل.

## الأشخاص الحائزين على الجائزة
| السنة | الصورة | الحائز على جائزة        | الدولة                    | المجال                                  | ملاحظة                                                                                             |
| ----- | ------ | ----------------------- | ------------------------- | --------------------------------------- | -------------------------------------------------------------------------------------------------- |
| 1904  |        | خوسيه إتشيغاراي         | إسبانيا                   | الأدب                                   | أول هسباني إسباني يفوز بجائزة نوبل في الأدب                                                        |
| 1906  |        | سانتياغو رامون إي كاخال | إسبانيا                   | جائزة نوبل في علم وظائف الأعضاء أو الطب | أول هسباني إسباني يفوز بجائزة نوبل في العلوم                                                       |
| 1922  |        | خاثينتو بينافينتي       | إسبانيا                   | الأدب                                   | |
| 1936  |        | كارلوس سافيدرا لاماس    | الأرجنتين                 | السلام                                  | أول لاتيني يفوز بجائزة نوبل للسلام                                                                 |
| 1945  |        | جابرييلا ميسترال        | تشيلي                     | الأدب                                   | أول إمراه لاتينية تفوز بجائزة نوبل في الأدب                                                        |
| 1949  |        | برناردو هوساي           | الأرجنتين                 | جائزة نوبل في علم وظائف الأعضاء أو الطب | أول لاتيني يفوز بجائزة نوبل في الطب أو علم وظائف الأعضاء                                           |
| 1956  |        | خوان رامون خيمينيث      | إسبانيا                   | الأدب                                   | |
| 1959  |        | سيفيرو أوتشوا           | إسبانيا                   | جائزة نوبل في علم وظائف الأعضاء أو الطب | أول هسباني يفوز بجائزة نوبل في العلوم                                                              |
| 1960  |        | بيتر مدور               | المملكة المتحدة           | جائزة نوبل في علم وظائف الأعضاء أو الطب | بيتر (كان مسيحي من أصل لبناني)) وكان أيضا مواطن برازيلي، ولكن تخلي عن جنسيته بسبب التجنيد الإجباري |
| 1967  |        | ميغل أنخل أستورياس      | غواتيمالا                 | الأدب                                   | أول لاتيني يفوز بجائزة نوبل في الأدب                                                               |
| 1968  |        | لويس ألفاريز            | الولايات المتحدة          | الفيزياء                                | أول هسباني يفوز بجائزة نوبل في الفيزياء                                                            |
| 1970  |        | لويس لولوار             | الأرجنتين                 | الكيمياء                                | |
| 1971  |        | بابلو نيرودا            | تشيلي                     | الأدب                                   | |
| 1977  |        | بيثنتي أليكساندري       | إسبانيا                   | الأدب                                   | |
| 1980  |        | أدولفو بريز إيسكيبل     | الأرجنتين                 | السلام                                  | |
| 1980  |        | باروخ بن الصراف         | فنزويلا/ الولايات المتحدة | جائزة نوبل في علم وظائف الأعضاء أو الطب | |
| 1982  |        | غابرييل غارثيا ماركيث   | كولومبيا                  | الأدب                                   | |
| 1982  |        | ألفونسو غارثيا روبليس   | المكسيك                   | السلام                                  | |
| 1984  |        | سيزار ميلشتاين          | الأرجنتين                 | جائزة نوبل في علم وظائف الأعضاء أو الطب | |
| 1987  |        | أوسكار آرياس سانشيز     | كوستاريكا                 | السلام                                  | |
| 1989  |        | كاميلو خوسيه ثيلا       | إسبانيا                   | الأدب                                   | |
| 1990  |        | أكتافيو باث             | المكسيك                   | الأدب                                   | |
| 1992  |        | ريغوبيرتا مينتشو        | غواتيمالا                 | السلام                                  | |
| 1995  |        | ماريو مولينا            | المكسيك                   | الكيمياء.                               | |
| 2010  |        | ماريو فارغاس يوسا       | بيرو                      | الأدب                                   | |
| 2016  |        | خوان مانويل سانتوس      | كولومبيا                  | السلام                                  | |